# نقش افراسیاب

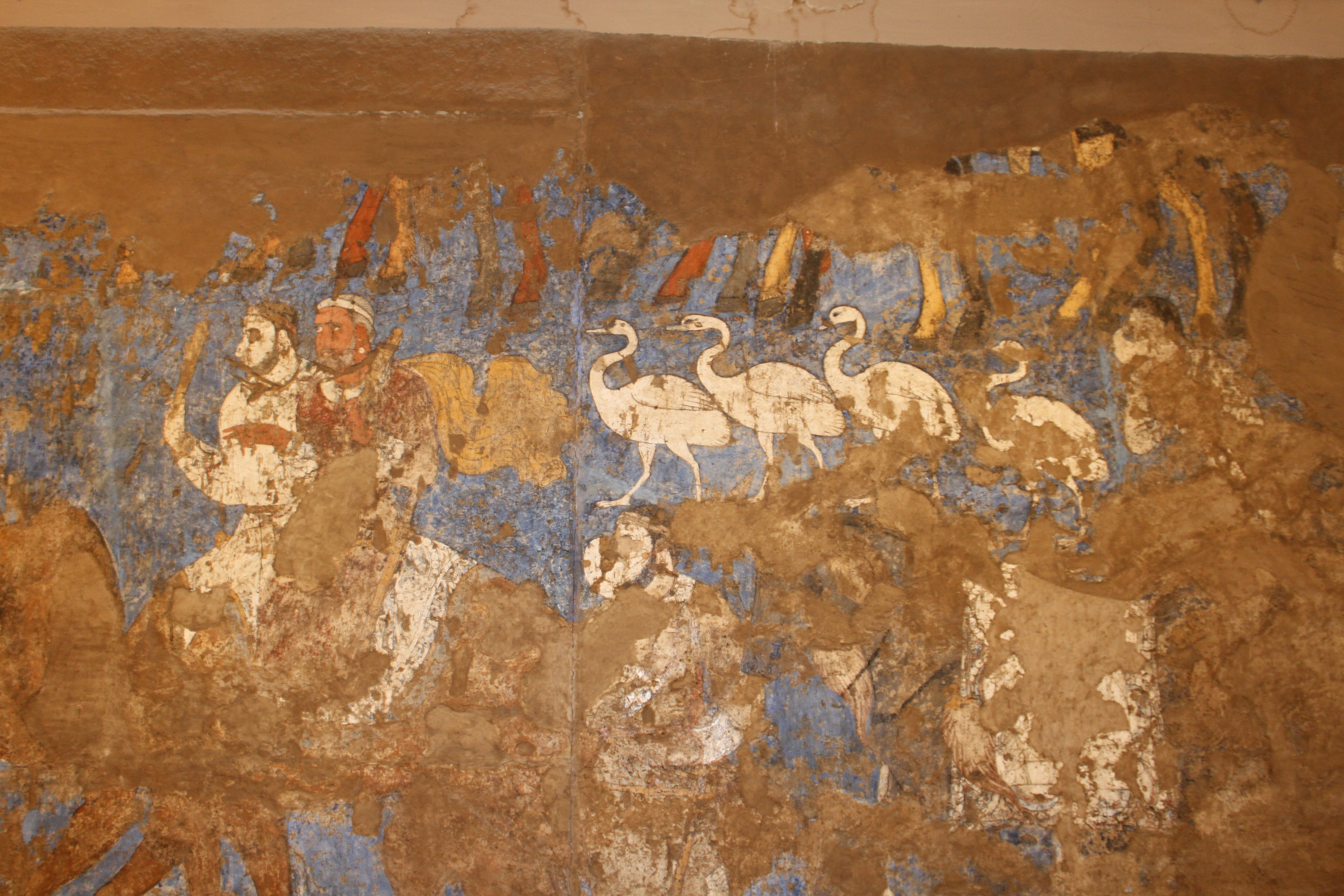
نقاشی افراسیاب

نقش افراسیاب یا نقاشی افراسیاب یک نمونه شگرف از هنر ایرانی در سغد است. این نقاشی در سال ۱۹۶۵ در زمانی که مقامات محلی قصد داشتند یک جاده در وسط تپه افراسیاب بسازند، یافت شد. هم اکنون یک موزه ویژه بر روی تپه افراسیاب ساخته شده است.
دیرینگی این نقاشی به میانه‌های سده ۷ میلادی باز می‌گردد. در چهار دیوار از اتاق یک خانه خصوصی، سه یا چهار کشور مختلف همسایه آسیای مرکزی کشیده شده است. بر روی دیوار شمالی، چین (جشنواره چینی، با ملکه بر روی یک قایق، و شکار امپراتور)، در جنوب دیوار سمرقند (سوگ سیاوش)، بر روی دیوار شرقی هند (به عنوان زمین از ستاره شناسان و از کوتوله، اما بسیاری از نقاشی از میان رفته است).
موضوع بر روی دیوار اصلی، دیوار غربی رو به ورودی بین متخصصان مورد بحث است. سربازان سغدی که سفرای کشورهای مختلف را اسکورت می‌کنند (کره، چین، امیرنشینهای ایران و غیره).
در نقاشی سغدی، خدایان همیشه در بالای دیوار اصلی به تصویر کشیده می‌شود.
در اوایل سال ۲۰۱۴، فرانسه اعلام کرد که تأمین مالی برای بازسازی نقاشی افراسیاب را بر عهده می‌گیرد.

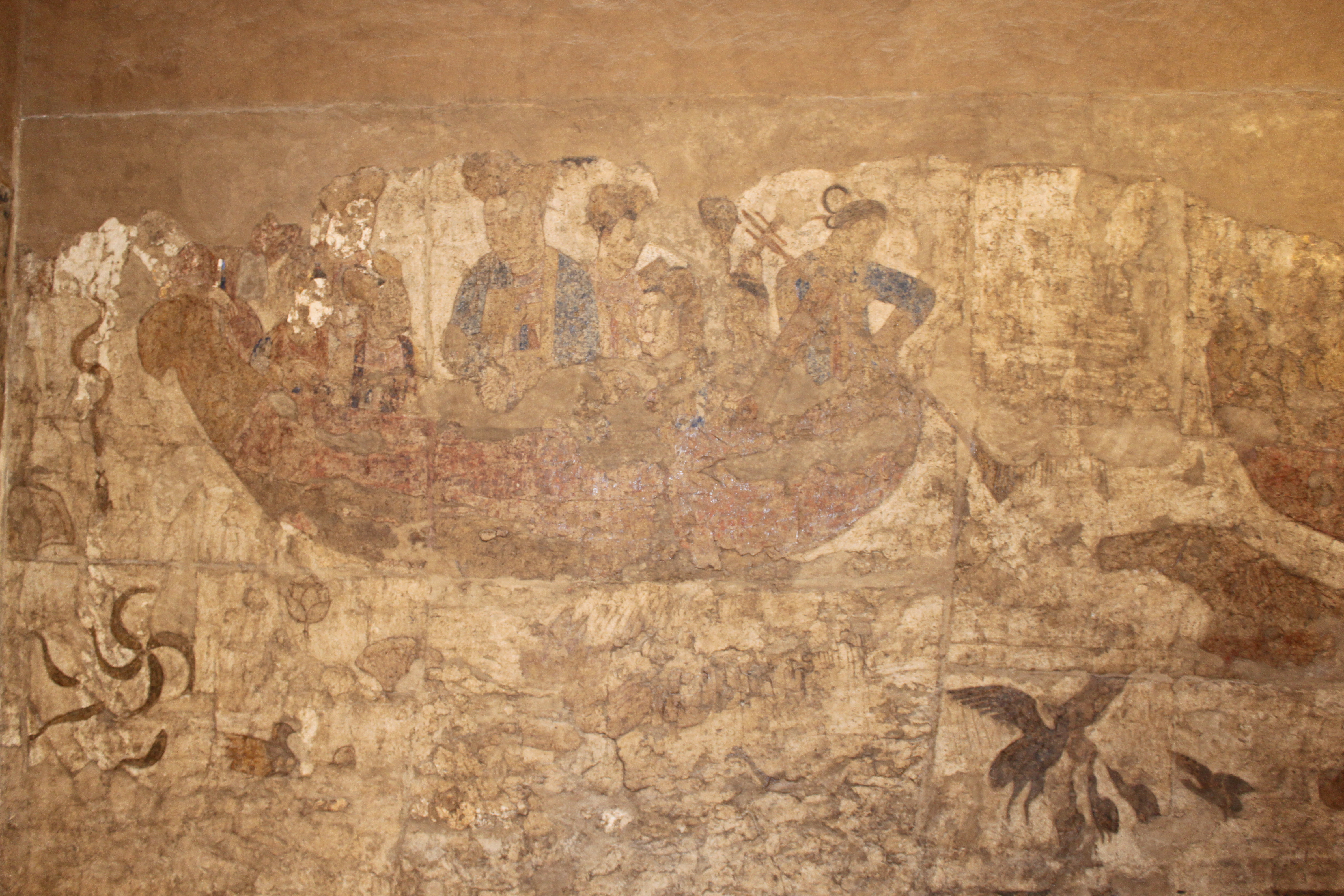
Chinese boat
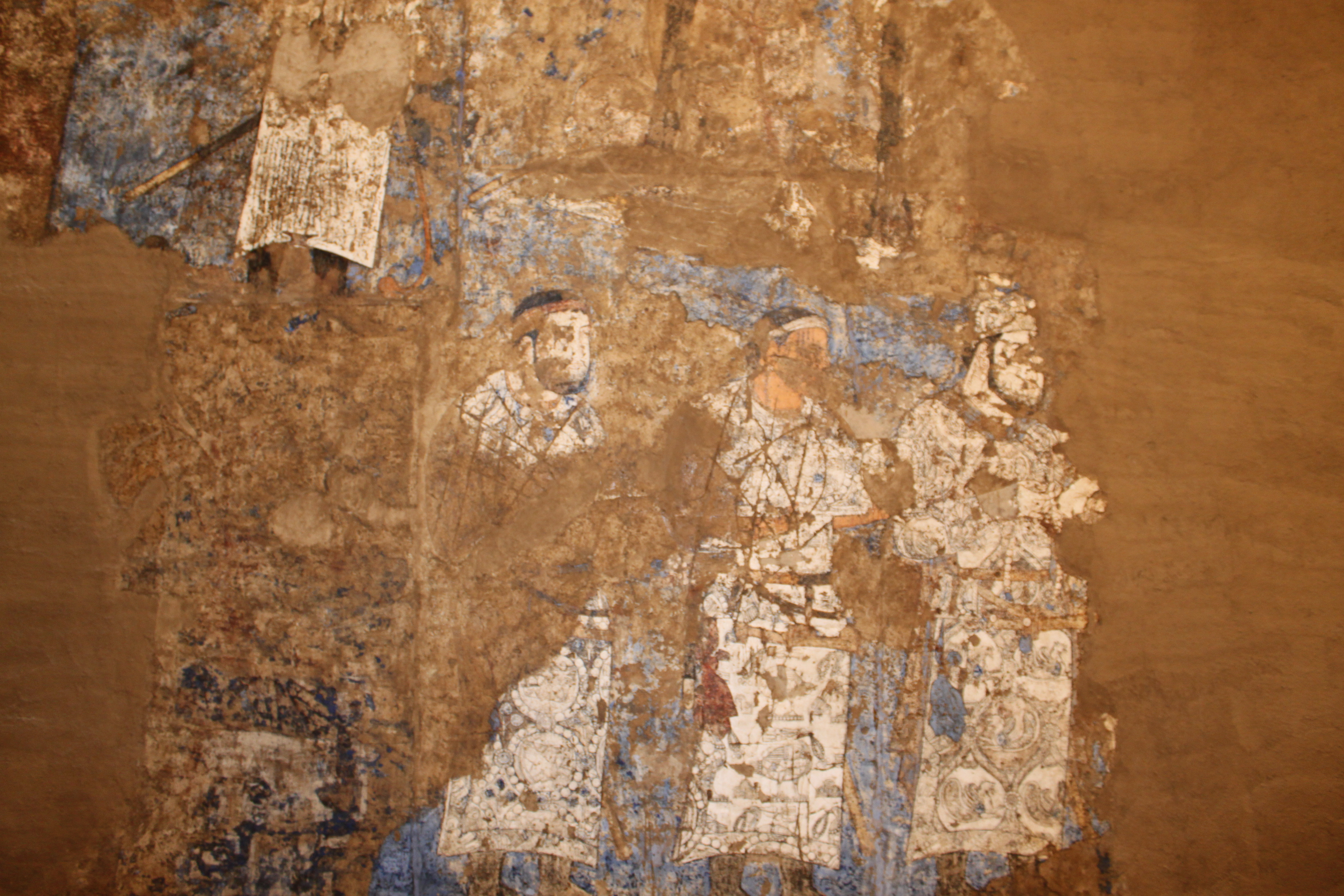
Envoys